# تجزئة نظيرية

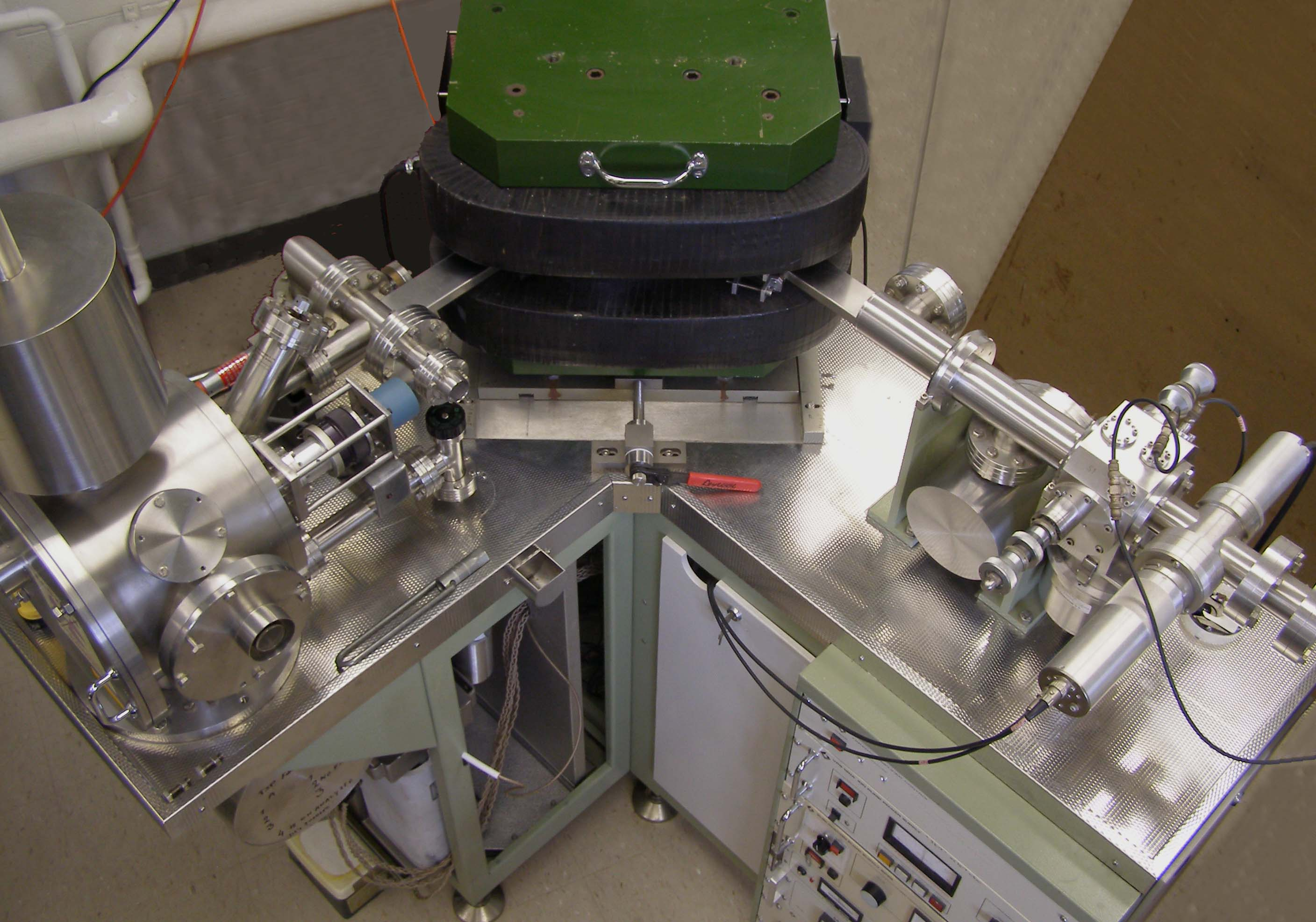
يستخدم جهاز مطيافية الكتلة بأسلوب القطاع المغناطيسي في تحليل نسبة النظائر.

التجزئة النظيرية هي وصف للعمليات التي تؤثر على الوفرة الطبيعية من حيث نسبة توزع النظائر، والتي تستخدم عادة في جيوكيمياء النظائر. عادة ما تتم هذه الطريقة على النظائر المستقرة للعنصر نفسه. يمكن أن تتم معرفة المدى الذي تصل إليه التجزئة النظيرية في البيئة الطبيعية من خلال قياس تحليل النظائر باستخدام جهاز مطيافية كتلة نسبة النظائر، والذي يفصل النظائر المختلفة للعنصر بناء على نسبة الكتلة-إلى-الشحنة.

## مثال
تحدث عملية التجزئة النظيرية عند حدوث تحول طوري، يحدث اختلاف في نسبة النظائر الخفيفة إلى الثقيلة في الجزيئات الداخلة في العملية. عندما يتكثف بخار الماء تحدث عملية توازن بين الأطوار، وخلال هذه العملية تنتقل جزيئات الماء الحاوية على النظائر الأثقل (الأكسجين-18 18O والدوتيريوم 2H) إلى الطور السائل، في حين أن جزيئات الماء الحاوية على النظائر الأخف (الأكسجين-16 16O والهيدروجين-1 1H) إلى الطور الغازي.
يعرف عامل التجزئة النظيرية α كالتالي:
{\displaystyle \alpha =R_{x}/R_{y}=(^{18}O/^{16}O)_{\text{water}}/(^{18}O/^{16}O)_{\text{water vapour}}}
غالباً ما تكون قيم α قريبة من الواحد.

## التطبيقات
بستخدم أسلوب معرفة التجزئة النظيرية في فهم الظواهر البيئية، فعلى سبيل المثال، تحدث تجزئة نظيرية للأكسجين نتيجة حدوث عمليات كيميائية ضوئية في طبقات الغلاف الجوي العليا، بحيث أنها تسهم في تشكل الأوزون. كما يمكن معرفة أسباب ونواتج تلوث المياه الجوفية.
من الأمور التقنية التي تلعب فيها التجزئة النظيرية دوراً هي تخصيب اليورانيوم، كما تستخدم بشكل واسع في علم الأدلة الجنائية من أجل معرفة أصل ونقاوة المواد الغذائية على سبيل المثال، كما تستخدم في الرقابة على المنشطات الرياضية.